# NGC 5560
NGC 5560 (другие обозначения — UGC 9172, MCG 1-37-1, ZWG 47.10, ARP 286, IRAS14175+0413, PGC 51223) — галактика в созвездии Дева.
На изображении, галактика NGC 5560 — сверху.
Этот объект входит в число перечисленных в оригинальной редакции «Нового общего каталога».